# Liste der Universitäten in Mexiko
Dies ist eine Liste der Universitäten und Hochschulen in Mexiko. 

## Staatliche Universitäten
- Universidad Nacional Autónoma de México (UNAM), Mexiko-Stadt
- Benemérita Universidad Autónoma de Puebla- (BUAP),- Puebla- https://www.buap.mx/
- Centro de Enseñanza Técnica Industrial (CETI) Guadalajara, Jalisco
- Centro de Investigación Científica y de Educación Superior de Ensenada (CICESE) Ensenada, Baja California
- El Colegio de México (ColMex), Mexiko-Stadt
- Centro de Investigación y Docencia Económica (CIDE), Mexiko-Stadt
- Instituto Tecnológico de Durango (ITD) Victoria de Durango, Durango. Gehört zum Nationalen System Technologischer Institute.
- Instituto Tecnológico de Hermosillo (ITH), Hermosillo
- Instituto Tecnológico de Tijuana
- Instituto Tecnológico de Villahermosa
- Instituto Politécnico Nacional (IPN), Mexiko-Stadt
- Universidad Politécnica del Valle de México (UPVM)
- Universidad Autónoma Chapingo, Texcoco, México
- Universidad Autónoma de Aguascalientes (UAA). Aguascalientes (Stadt).
- Universidad Autónoma de Baja California
- Universidad Autónoma de Baja California Sur
- Universidad Autónoma de Campeche
- Universidad Autónoma del Carmen
- Universidad Autónoma de Chiapas
- Universidad Autónoma de Chihuahua
- Universidad Autónoma Agraria Antonio Narro
- Universidad Autónoma Benito Juárez de Oaxaca
- Universidad Autónoma de Coahuila
- Universidad Autónoma de Ciudad Juárez
- Universidad Autónoma de la Ciudad de México
- Universidad Autónoma de Guerrero
- Universidad Autónoma de Nayarit
- Universidad Autónoma de Nuevo León
- Universidad Autónoma de Querétaro (UAQ). Santiago de Querétaro, Querétaro.
- Universidad Autónoma de San Luis Potosí
- Universidad Autónoma de Sinaloa
- Universidad Autónoma de Tamaulipas
- Universidad Autónoma de Tlaxcala
- Universidad Autónoma de Yucatán
- Universidad Autónoma de Zacatecas
- Universidad Autónoma del Estado de Hidalgo
- Universidad Autónoma del Estado de México (UAEMEX)
- Universidad Autónoma del Estado de Morelos
- Universidad Autónoma Metropolitana
- Universidad Autónoma Indígena de México (UAIM), Mochicahui, Sinaloa
- Universidad de Colima, Colima
- Universidad de Guadalajara (UdeG), Guadalajara
- Universidad de Guanajuato
- Universidad de Quintana Roo
- Universidad del Caribe
- Universidad de Sonora, Hermosillo
- Universidad Intercultural del Estado de México (UIEM), Hidalgo
- Universidad Juárez del Estado de Durango
- Universidad Juárez Autónoma de Tabasco
- Universidad Michoacana de San Nicolás de Hidalgo (UMSNH). Morelia, Michoacán
- Universidad Pedagógica Nacional
- Universidad Popular Autónoma del Estado de Puebla
- Universidad Veracruzana, Xalapa
- Universidad de Occidente (Sinaloa)
- Universidad Tecnológica de Tamaulipas Norte
- Universidad Tecnológica Metropolitana UTM

## Privatuniversitäten
- Centro de Estudios Universitarios Xochicalco (XOCHICALCO)
- Cetys Universidad (CETYS)
- Escuela Bancaria y Comercial (EBC)
- Instituto de Estudios Superiores de Tamaulipas
- Instituto Tecnológico Autónomo de México (ITAM)
- Instituto Tecnológico y de Estudios Superiores de Monterrey (ITESM)
- Instituto Tecnológico y de Estudios Superiores de Occidente (ITESO)
- TECH Technological University
- Universidad Alfonso Reyes
- Universidad Anáhuac Cancún
- Universidad Anáhuac Mayab
- Universidad Anáhuac México
- Universidad Anáhuac Oaxaca
- Universidad Anáhuac Puebla
- Universidad Anáhuac Querétaro
- Universidad Anáhuac Veracruz
- Universidad Autónoma de Durango (UAD)
- Universidad Autónoma de Guadalajara (UAG)
- Universidad Cristóbal Colón (Veracruz) (UCC)
- Universidad de las Américas, (UDLA Puebla)
- Universidad de Monterrey
- Universidad de Oriente (Puebla y Veracruz)
- Universidad del Mayab
- Universidad del Norte (Mexiko)
- Universidad del Valle de México
- Universidad España (UNES)
- Universidad ETAC
- Universidad Iberoamericana (UIA)
- Universidad Iberoamericana Puebla (UIA Puebla)
- Universidad Intercontinental
- Universidad La Salle (ULSA)
- Universidad La Salle Laguna (ULSA)
- Universidad Lasallista Benavente (ULSAB)
- Universidad Marista
- Universidad Metropolitana de Monterrey
- Universidad Mundo Maya (UMMA)
- Universidad Panamericana
- Universidad Quetzalcoatl de Irapuato
- Universidad Regiomontana (UR)
- Universidad TecMilenio (UTM)
- Universidad Tecnológica de México (UNITEC)
- Westhill University México

## Spezielle Universitäten
- Interkulturelle Polytechnische Afro-Universität (AUPI), Universität der afromexikanischen Minderheit, Santa María Cortijo, Oaxaca
- Universidad Autónoma Comunal de Oaxaca (UACO), Universität der indigenden Bevölkerung Oaxacas, Oaxaca
- Universidad del Ejército y Fuerza Aérea, Militäruniversität, Mexiko-Stadt
- Universidad Pontificia de México, Tlalpan, Mexiko-Stadt
- WEFIS Escuela de cine y Animación 3D
- Centro Eleia
- CEDIM Centro de Estudios de Diseño de Monterrey